# Хухан'є
Хухан'є (кит.: 呼韓邪; д/н — 30 до н. е.) — 12-й шаньюй держави хунну у 57—30 роках до н. е. Першим серед володарів хунну визнав зверхність Китаю.

## Життєпис
Син шаньюя Сюйлюй-Цюаньцюя. При народженні звався Цзіхоушань. Після смерті 59 року до н. е. батька претендував на трон, але внаслідок інтриг новим володарем став Вояньцюйді. Під загрозою смерті втік до жичжо-вана (заступник східного гулі-вана) Сяньхяньшаня, що раніше також був претендентом на трон. Втім спільно вони також не мали змоги протистояти шаньюю, тому перебралися до володінь імперії Хань.
57 року дон. е. повстав Гусі-ван, який оголосив правителем Цзіхоушаня. Невдовзі останній зібрав від40 до 50 тис. вояків. Армія шаньюя розбіглася, а той не маючи підтримки наклав на себе руки. Новим володарем було оголошено Цзіхоушаня, що взяв собі ім'я Хухан'є. Зробив брата Хутуусі східним гулі-ваном.
Втім західний тукі-ван (брат Вояньцюйді) й князь Дулункі, що були прихильниками Вояньцюйді, рушили на ставку Хухан'є, який зазнав поразки. В результаті почалася запекла боротьба за трон. Західний тукі-ван оголосив себе шаньюєм (відомий в історії як Тукі-шаньюй), призначивши синів західним і східним гулі-ванами, а Сяньхяньшаня — східним тукі-ваном. Невдовзі повстали князі Хуге, Уцзі і Юйдін, що також оголосили себе шаньюями, які невдовзі уклали союз проти Тукі-шаньюя, вважаючи Хухан'є переможеним. Втім 56 року до н. е., де загинув Хуге. Тукі-шаньюй здолав коаліцію шаньюєв-узурпаторів, але згодом двічі зазнав поразки від Хухан'є, після чого наклав на себе руки. Його сини втекли до імперії Хань.
Невдовзі Юйді підкорився, але син Лі Ліна (панував над північно-східними землями біля Єнісею) оголосив Уцзі шаньюєм вдруге. Водночас князь Сюсюнь оголосив себе шаньюєм під ім'ям Жуньчень, а брат Хухан'є — Хутуусі — також став шаньюєм під ім'ям Чжічжі. Невдовзі Жуньчень зазнав поразки, але Хухан'є був розбитий Чжічжі, який захопив більшу частину держави.
За цих обставин за порадою східного ічжицзи вирішив визнати зверхність імперії Хань. 55 року до н.е не зважаючи на спротив старійшин Хухан'є прибув до імператора Лю Бін'і, визнавши його зверхність. Підчас церемонії отримав у подарунок капелюх, пояс, верхній і нижній парадний одяг, золоту печатку, коштовний меч, лук, 48 стріл, 10 чеканів, колісницю, вуздечку, 15 коней, 20 гін золота, 200 тис. мідних монет, 77 змін одягу, 8 тис. рулонів шовку, 3 т бавовни. Через місяць шаньюй повернувся до себе, але зрештою оселився неподалік фортеці Шофан в Ордосі.
Разом з тим ханський уряд визнав владу Чжічжі, внаслідок чого держава хунну розкололася на 2 частини. Лише у 50 році до н. е. було визнано першість Хухан'є. 49 року до н. е. останній знову прибув до імператора, де отримав численні подарунки. 48 року до н. е. перестав виконувати зобов'язання через прихильність імператорського двору до Чжчжі. 47 року до н. е. приніс клятву вірності новому імператору Лю Ши.
Зберігав вірність імперії Хань. 36 року до н. е. після загибелі Чжічжі у битві з ханським військом знову об'єднав державу хунну. У 33 році до н. е. прибув до Лю Ши, від якого отримав багато подарунків й оженився на названій доньці імператора — Ван Чжаоцзюнь, яка сприяла зміцненню вірності її чоловіка імперії Хань та поширенню китайської культури серед хунну.
Помер Хухан'є 30 року до н. е. Йому спадкував син Фучжулей.